# The Bay
The Bay, fr. La Baie (skrót od Compagnie de la Baie d'Hudson) – popularna w Kanadzie sieć 94 wielobranżowych domów towarowych, wywodząca się z kanadyjskiej korporacji Hudson’s Bay Company, od 2008 wchodząca w skład amerykańskiego holdingu Hudson’s Bay Trading Company.

## Historia

### Najstarsza w Ameryce
The Bay ma doskonale udokumentowany rodowód, starszy niż państwowość Kanady. Wywodzi się w prostej linii z Kompanii Zatoki Hudsona – najstarszej organizacji handlowej w Ameryce Północnej i jednej z najstarszych na świecie – założonej w 1670 królewskim aktem Karola II Stuarta. Kompania miała zapewniony przez króla monopol łowiectwa i handlu futrami z Indianami w rejonie Zatoki Hudsona i jej zlewiska (obszaru, w którym Polska mogłaby się zawrzeć 12 razy). Nazwano go Ziemią Ruperta, proklamowano kolonią brytyjską i wydzierżawiono na 100 lat młodej korporacji Hudson's Bay Company, czyniąc ją wówczas największym posiadaczem ziemskim na świecie.

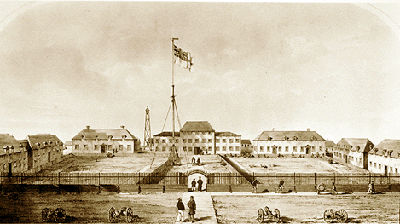
1853: siedziba główna HBC w faktorii York w Manitobie (rycina)

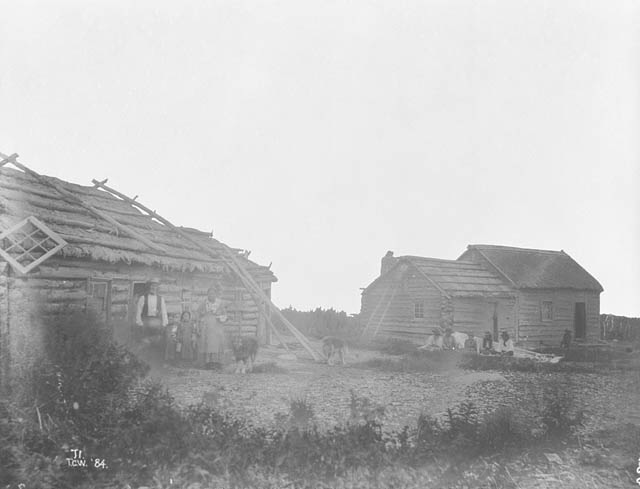
1884: punkt handlowy HBC nad jeziorem Winnipeg

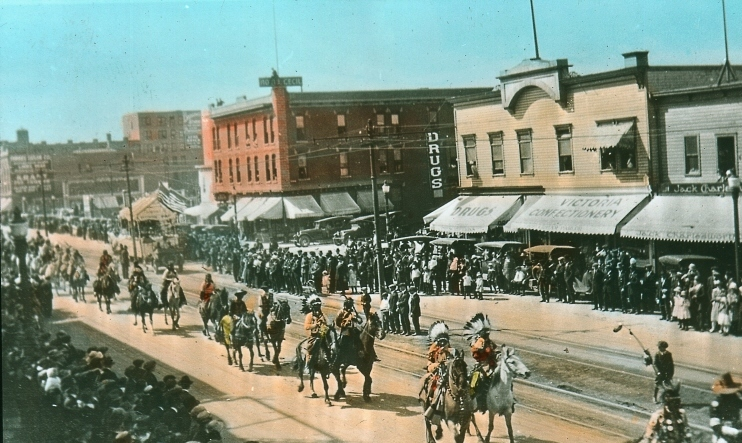
1920: Rocznicowa parada HBC w Edmonton

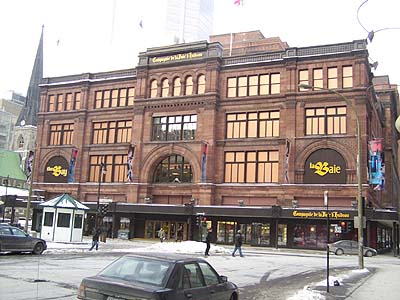
The Bay w Montrealu – pod nazwą La Baie

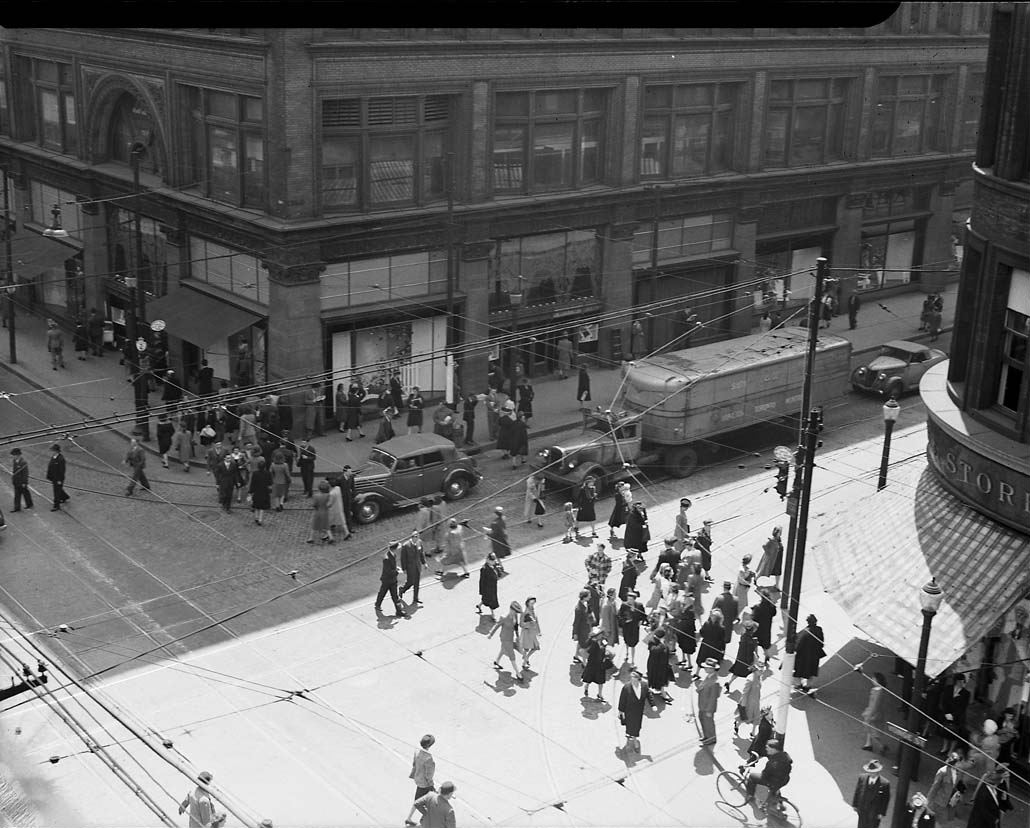
Torontoński sklep Simpson’s w latach 30.

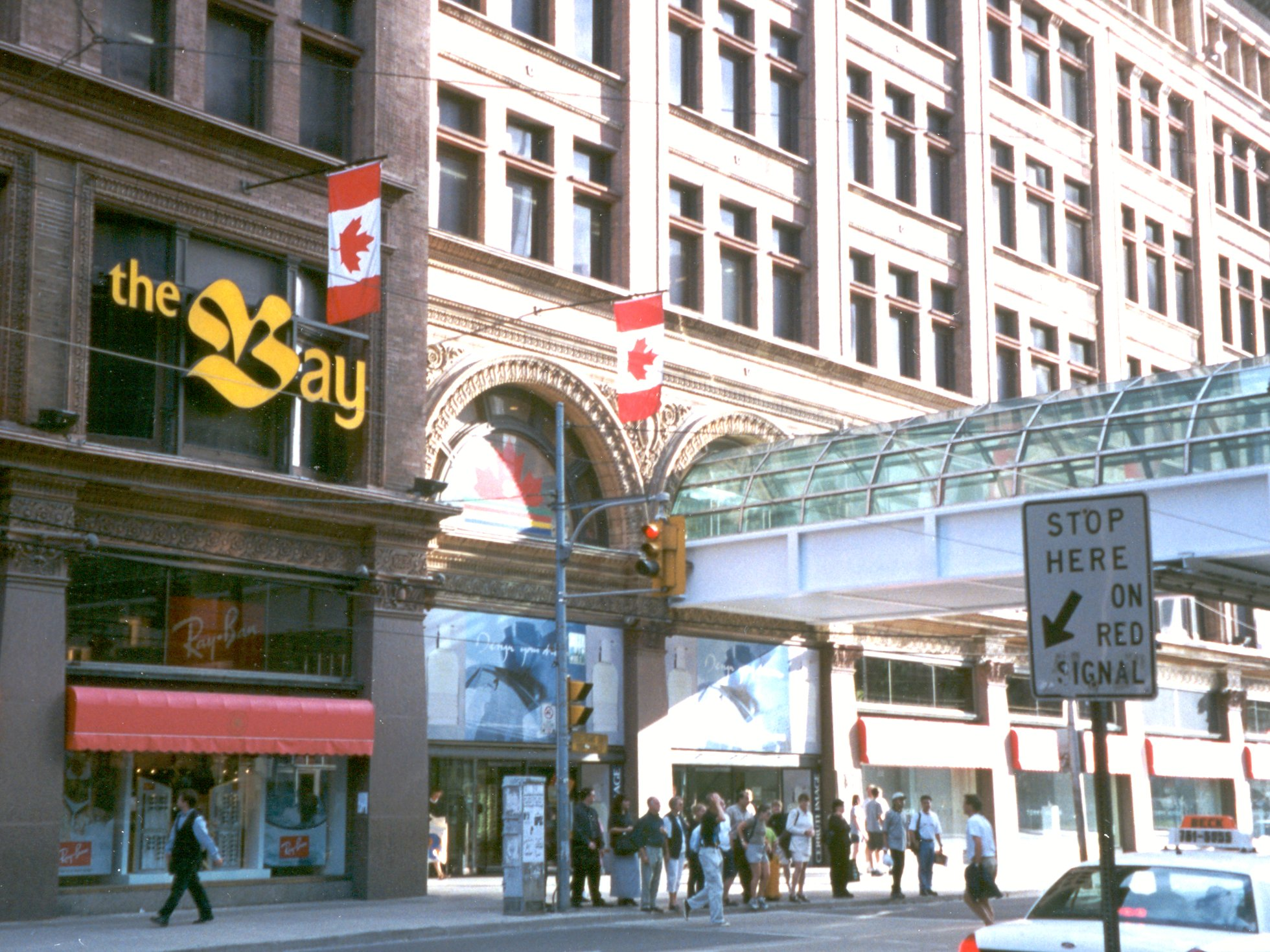
1999: Naduliczny pasaż do dawnego sklepu Simpson’s

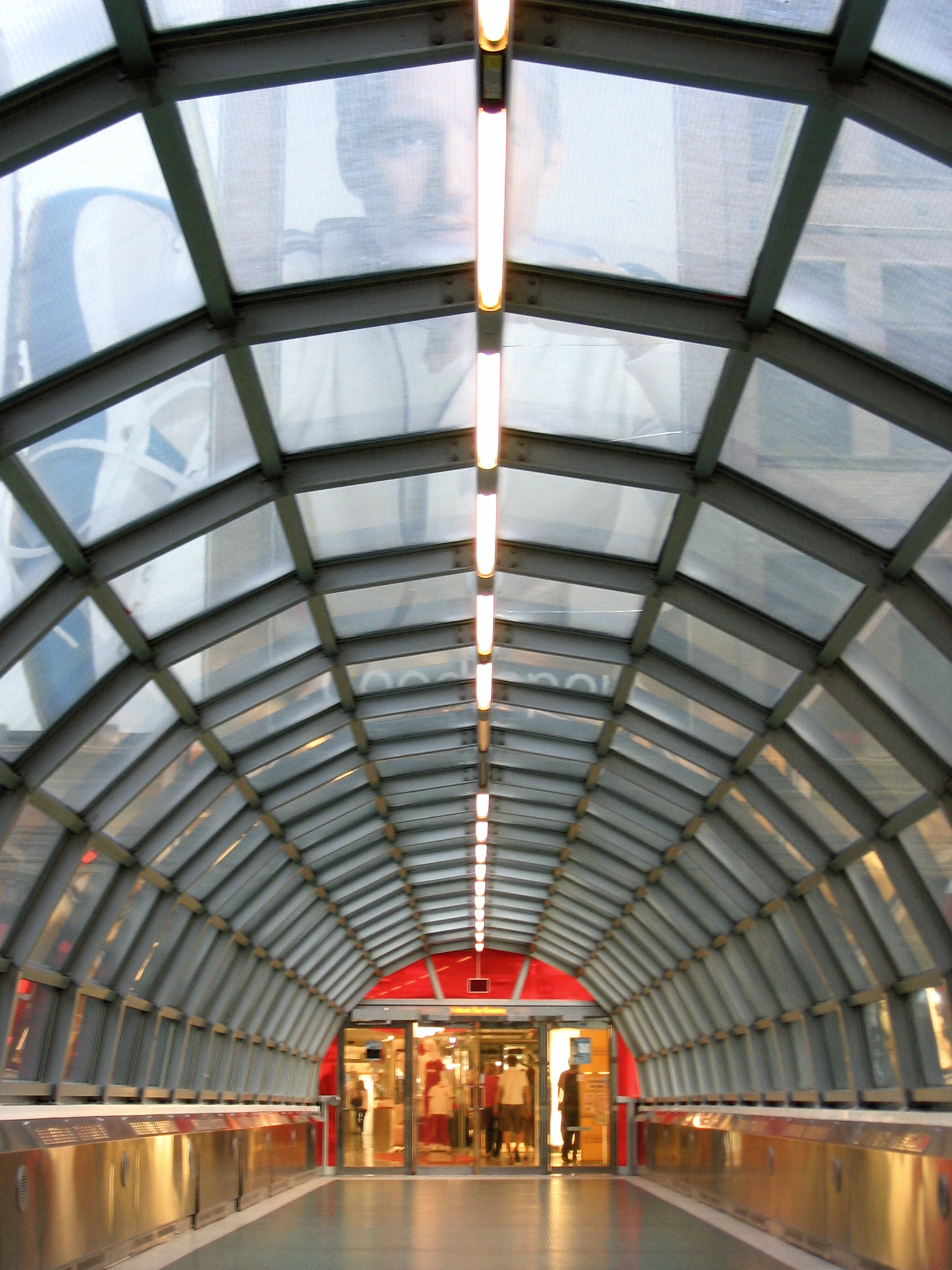
Ten sam pasaż łączy obecnie w Toronto dwa sklepy sztandarowe Eaton Centre i The Bay

Traperzy, myśliwi i kupcy, wiedzeni żądzą zysku, odkrywali dla zachodniej cywilizacji ogromne, niedostępne, podarktyczne rubieże na północy dzisiejszej Kanady. Nie było to łatwe, bo główne szlaki komunikacyjne czyli wodne, włącznie z Zatoką Hudsona, przez 8 miesięcy w roku pokrywa lód. Handel skórami był jednak tak intratny, że nic nie powstrzymywało śmiałków. To oni zakładali wzdłuż wybrzeży gigantycznej zatoki pierwsze punkty wymiany handlowej faktorie (trading posts), a potem, często w ich miejsce, rozpoczynało się tworzenie fortów, które stawały się ogniwami sieci HBC. Przez to również z wolna tworzyła się infrastruktura znacznych połaci kraju, który w przyszłości miał stać się Kanadą. Z biegiem lat punkty handlowe HBC rozrastały się, zdobywały nowe tereny i ewoluowały w formę, której współcześnie podstawowym elementem jest sieć domów towarowych The Bay .

### Obsługa osadników
Z biegiem czasu, wobec narastającej akcji osiedleńczej, utrzymanie monopolu Hudson’s Bay Company było praktycznie niemożliwe. W 1870 roku parlament brytyjski nie przedłużył dzierżawy na kolejne 100 lat, a tereny pod kontrolą korporacji zostały przekazane koronie. Ponieważ w tym samym czasie narodziła się – jako federacja byłych kolonii – państwowość Kanady, tereny HBC „wystające” poza nowe prowincje zostały do niej wcielone za rekompensatą 300 tysięcy funtów szterlingów jako Terytoria Północno-Zachodnie. Od tego momentu Hudson Bay Company działała jako normalna spółka, która szybko przekształciła się w giganta handlowego.
Po upadku handlu skórami firma zręcznie przestawiła się na system wielobranżowy, nastawiony na kompletne oprowiantowanie osadników, którzy przybywali coraz częściej w poszukiwaniu taniej roli lub złota.
The Bay jest najbardziej reprezentacyjną, sztandarową składową Hudson’s Bay Company. Pierwszy wielobranżowy dom towarowy pod szyldem HBC założono w Winnipegu w 1881 roku. Następne, przez kolejne 80 lat wyłącznie w prowincjach preriowych. Przez długie lata były to jedyne punkty handlowe, w których można było dostać wszystko, co potrzebne do życia. Z biegiem czasu uległo to zmianie w lokalizacjach miejskich, zwłaszcza śródmiejskich. Sklepy przybierały tam formę wielkich butików z odzieżą, ale także z kosmetykami i sprzętem gospodarstwa domowego.

### Własna nazwa
Nowa nazwa The Bay dla sklepów HBC pojawiła się oficjalnie dopiero w 1964, po przejęciu innej sieci sklepów – Morgan’s. W Quebeku i w kilku innych regionach kraju operowano francuską nazwą La Baie.
Pod szyld The Bay przejęto też kolejną starą, konkurencyjną sieć domów towarowych Simpson’s, która przetrwała 100 lat. Sztandarowy sklep Simpson’s przy ulicy Queen Street w Toronto słynął z dwóch rzeczy: z największej w świecie sekcji z kosmetykami oraz z tego, że aż 52 jego pracowników walczyło na frontach II wojny światowej. Początkowo The Bay usiłował zatrzymać starą nazwę i stworzyć z Simpson’s sklep luksusowy dla bardziej wymagającej klienteli. To się jednak nie powiodło i po renowacji budynku za 30 mln dolarów nazwa Simpson’s zniknęła na zawsze. Podobnie stało się w zachodniej Kanadzie z przejętą siecią Woodward’s.
Od wielu lat w strukturze HBC mieści się nie tylko The Bay, ale również inne znane sieci domów towarowych – Zellers, Home Outfitters i Fields. Kolos zatrudnia ok. 70 tysięcy pracowników, a jego roczne obroty wynoszą ponad 7 miliardów dolarów.

### Pod amerykańską flagą
W grudniu 2003 firma inwestycyjna z Nowej Szkocji – Maple Leaf Heritage – rozpoczęła wykup akcji Hudson's Bay Company. Była to firma stworzona wyłącznie w jednym celu – przejęcia HBC przy pomocy finansów jeszcze innej korporacji – B-Bay Inc. – na której czele stał jeden z najbogatszych ludzi w USA – Jerry Zucker, który wcześniej przejął inne szacowne przedsiębiorstwo z Kanady – fabrykę włókienniczą Dominion Textile Company.
W 2007 Zucker dopiął swego – najstarsza wiekiem firma kanadyjska przeszła w ręce Amerykanów ale on sam zmarł w następnym roku. Wkrótce potem 338-letnią Hudson’s Bay Company odkupiła amerykańska korporacja NRDC Equity Partners, która zarządza kilkoma innymi sieciami handlowymi w USA. Wszystkie razem, włącznie z “kanadyjskim wkładem” tworzą od 2008 holding o nazwie Hudson’s Bay Trading Company. Tym samym najbardziej kanadyjski sklep w historii definitywnie przestał być kanadyjski...

## Elegancja na każdą kieszeń
W porównaniu z konkurencją, dzisiejszy The Bay wypada korzystnie: ceny nie są wygórowane, a na wiele produktów bardzo przystępne, natomiast jakość towarów co najmniej średnia lub wysoka. Pod tym względem na korzyść The Bay wypadają porównania z innymi renomowanymi domami podobnej klasy, jak Sears lub Macy’s.
Średnia powierzchnia sklepowa wynosi 12.5 tys. m². W centrach dużych miast rozmieszczono te największe, na przedmieściach – nieco mniejsze. W 14 największych stworzono kilka lat temu nową sekcję Style Outlet, w której na wzór rodzimych sklepów Winners oferowane są markowe wyroby po znacznie przecenionych cenach. Z kolei wzorem drogeryjnej sieci Shoppers Drug Mart wprowadzono gdzieniegdzie apteczny dział Pharmamart, w którym sąsiadują ze sobą półki z lekami, artykułami spożywczymi i kuchennymi.
Zaletą The Bay są dobre gatunkowo i niezbyt drogie wyroby tekstylne, przy czym zdecydowana większość z nich to produkty szyte przez producentów związanych umową na wyłączność. Pozwala to dokładnie dostosować podaż do popytu i oszczędzić na reklamie, a w efekcie obniżyć ceny. Najważniejszym dostawcą jest amerykańska gigahurtownia Federated Department Stores z Ohio, która zaopatruje także Macy’s i Bloomingdale’s, ale w Kanadzie wyłączność ma The Bay.
W sklepie oferowane są dziesiątki linii z produktami, których nie ma nigdzie indziej. Te najpopularniejsze to: Bundle of Joy, Expression, Mantles, Outline, Togo (odzież i dodatki), Alfred Sung GlucksteinHome (artykuły dekoracyjne), Tools of the Trade (kuchenne) i in.
Wszystkie sklepy podległe Humber’s Bay Company oferują wspólną kartę lojalności (HBC Rewards Card), powstałą na bazie zellerowskiego „Club Z”. Pozwala to stałym klientom zdobywać punkty za rejestrowane transakcje, a w następstwie uzyskiwać bonusowe zakupy. Karta współpracuje wymiennie z systemem Air Miles, ze stacjami benzynowymi Esso, wypożyczalnią aut Thrifty, siecią hotelarską Travelodge i in.

## Symboliczny pled
Tradycyjnym atrybutem The Bay jest mocny, wełniany pled. Sprzedawany w kilku rozmiarach i deseniach, nieomal dokładnie przypomina jaskrawe, barwne koce, jakie masowo otrzymywali niegdyś Indianie w rozliczeniu za dostarczone skórki z bobra. Pokutuje mit, że system rozliczeń był następujący: koc produkowano w sześciu rozmiarach, więc za najmniejszy indiański łowca musiał dać jedno futerko, za największy – sześć. Nie odpowiada to całkiem prawdzie, choć trudno wykluczyć i takie przypadki. Indianie preferowali idealny na zimę pled nr 3, który był zarazem wodoodporny, miękki, ciepły i wytrzymały.
Obecnie sprzedawane są trwałe i eleganckie angielskie koce w charakterystycznych kolorach ze 100-procentowej wełny w rozmiarach łóżkowych w cenie powyżej 300 dol. Te oryginalne, sprzed 100 i 200 lat, jeśli przetrwały, są poszukiwanym towarem wśród kolekcjonerów staroci.

## Ciekawostki
- W roku 1991 pod naciskiem przeciwników zabijania zwierząt, The Bay zgodził się zakończyć sprzedaż skór i futer naturalnych. Jednak firma, która przez setki lat dzięki futrzakom budowała swą famę, nie oparła się pokusie i po 6 latach przerwy ponownie otworzyła salony z futrami. Zamknięto je po kolejnych protestach obrońców praw zwierząt[6].
- Kwatera główna The Bay znajduje się w Simpson Tower w Toronto. Przy ulicach Queen St. i Yonge St. w Toronto działa gigantyczny (93 tys. m²), sztandarowy sklep The Bay, największy dom towarowy Kanady. Wypełnia szczelnie kilkusetmetrową przestrzeń pomiędzy dwoma przecznicami, zaś napowietrzny pomost łączy go z innym kolosem: Eaton Centre.
- The Bay jest oficjalnym dostarczycielem strojów dla kanadyjskich reprezentacji olimpijskich aż do 2012 roku. Firma zarabia na tym okrągłe 100 mln dolarów.